# Loi no 26522 de Services de communication audiovisuelle
Lire en ligne

(es) Texte officiel en V.O.

loi de radiodiffusion no 22 282

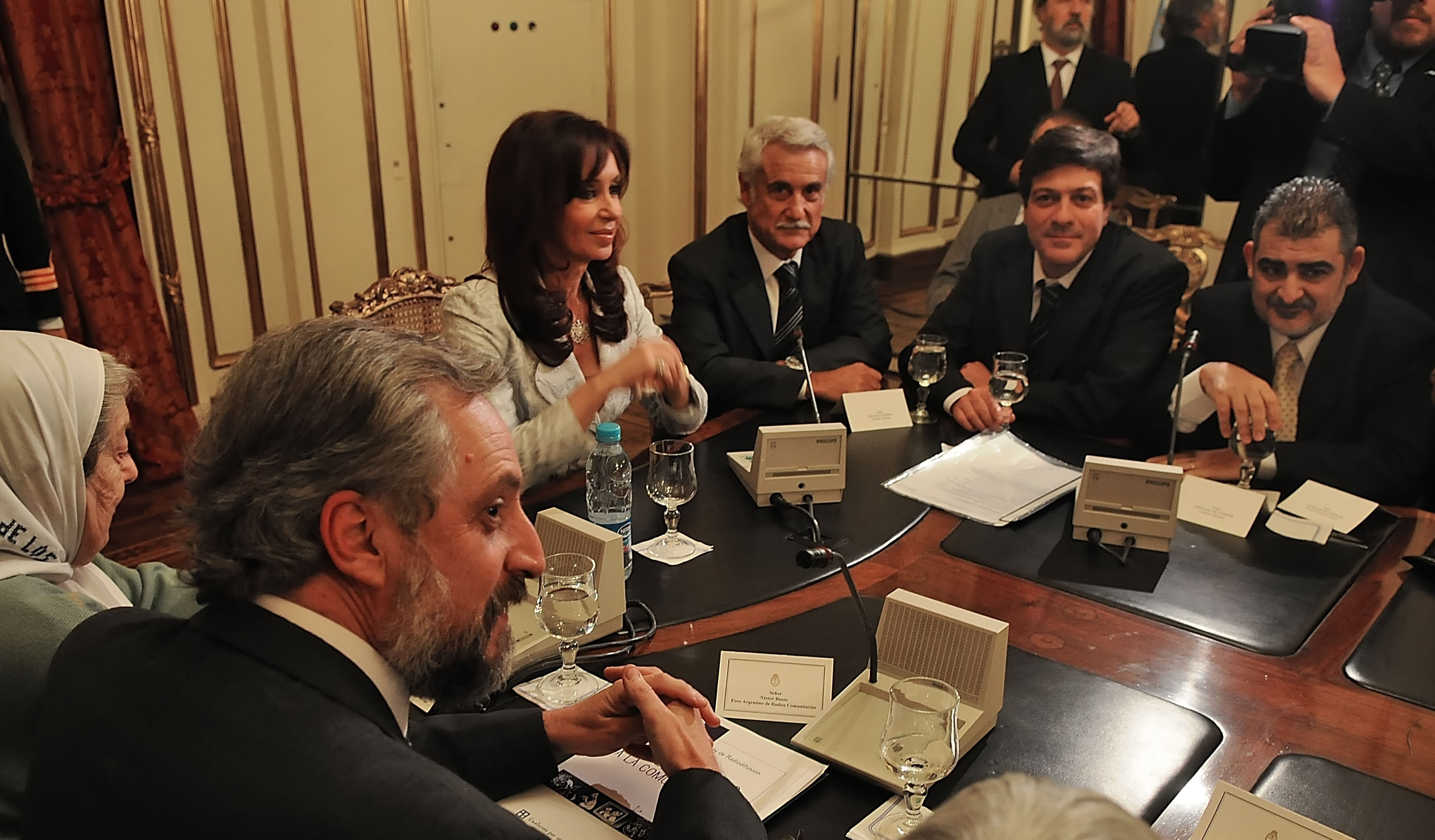
La présidente Cristina Kirchner avec le secrétaire aux médias, Enrique Albistur, le président du Comité fédéral de radiodiffusion, Gabriel Mariotto et des représentants de la Coalition pour une radiodiffusion démocratique.

La Loi no 26522 de Services de communication audiovisuelle (SCA) a été promulguée le 10 octobre 2009 par la présidente de l'Argentine, Cristina Kirchner (Front pour la victoire-Parti justicialiste, FPV-PJ, centre-gauche). Elle abroge et remplace la loi de radiodiffusion n°22 282, promulguée en 1980 par le général Jorge Rafael Videla, chef de la junte militaire au pouvoir.
Ce projet de loi, porté par le gouvernement péroniste de gauche, faisait partie des promesses électorales de Cristina Kirchner, et constitue une « petite révolution médiatique » selon Reporters sans frontières (RSF) . Elle remplace en effet le cadre législatif antérieur qui avait été fixé sous la dictature militaire (1976-1983) ; la loi n°22 282 de 1980 avait été signée par le général Videla, le général Albano Harguindeguy et le ministre de l'Économie José Martínez de Hoz.

## Lancement du projet de loi
Le projet fut lancé en mars 2009, s'appuyant sur la déclaration de la Coalition pour une radiodiffusion démocratique (es). Une partie de l'opposition ayant demandé que le projet de loi ne soit examiné qu'après les élections de juin 2009, celui-ci a été présenté en août et promulgué en octobre 2009.

## Principaux points de la loi
Elle déclare les radiofréquences des biens publics, pouvant être accordés pour des concessions de dix ans (renouvelables) à la suite d'appels d'offres. L'audiovisuel est lui-même qualifié d'« intérêt public », c'est-à-dire qu'il ne constitue pas un service public, étant mis en œuvre par des institutions non gouvernementales, mais les concessions sont librement accordées, au lieu d'être vendues (ou louées).
La loi distingue entre médias associatifs (auxquels un tiers de l'espace audiovisuel est réservé), médias à but lucratif et médias du service public ; limite la constitution d'oligopoles et prévoit des mesures d'appui aux médias associatifs des peuples autochtones.
Par ailleurs elle impose des seuils de diffusion minimaux de 70 % de production nationale, 30 % de musique nationale et 50 % de musique produite par des indépendants, régulant aussi la publicité. Une Autorité fédérale des services de communication audiovisuelle (es) est chargée de l'application de la loi, remplaçant le Comité fédéral de radiodiffusion (es) antérieur, dans lequel l'armée avait une influence importante (depuis Raúl Alfonsín, élu en 1983, ce Comité avait cependant été suspendu sans être abrogé). Enfin, elle prévoit l'arrêt de la télévision analogique.

## Répartition des votes du Congrès
Le projet fut adopté par la Chambre des députés en septembre 2009, avec 147 voix pour, 4 contre et une abstention (Miguel Bonasso). Il était soutenu par la majorité (Front pour la victoire-Parti justicialiste) et plusieurs groupes de l'opposition, dont le Parti socialiste (à l'exception d'une députée qui vota contre), l'Encuentro Popular y Social (sabatellismo), Solidaridad e Igualdad (SI, gauche), Partido Nuevo Contra la Corrupción (juecismo), la coordination Partido de la Concertación/FORJA (centriste), le Frente Cívico por Santiago (centriste) et Proyecto Sur (gauche, du cinéaste Pino Solanas), etc. Mis à part la socialiste dissidente, les trois autres voix contre provenaient du Mouvement populaire de Neuquen. Le Sénat vota pour à 44 voix contre 22 : l'UCR, la Coalition civique et Propuesta Republicana (droite) y étaient opposés, ainsi que le « péronisme dissident » (droite ; duhaldisme, félipisme et Francisco De Narváez).

## Attitudes de la société civile
Au niveau de la société civile, la CGT, la CTA et le syndicat des employés du secteur audiovisuel ont approuvé le projet, ainsi que le Prix Nobel de la paix Adolfo Pérez Esquivel, les ONG des droits de l’homme (Mères de la place de Mai, etc.), la Fédération universitaire argentine et la FEPALC (Fédération des journalistes d’Amérique latine et des Caraïbes). En revanche, les grands groupes de médias tels Clarín (qui détentait 264 licences de diffusion, étant en situation de « quasi-monopole médiatique » selon RSF) et le grupo Uno s’y sont opposés, ainsi que l’ADEPA (Association des entreprises audiovisuelles).